# Olympiastützpunkt Freiburg-Schwarzwald
Der Olympiastützpunkt Freiburg-Schwarzwald ist seit 1988 ein sportartübergreifender Betreuungs- und Serviceverein des Spitzensports für Bundeskaderathleten sowie deren Trainer.

## Geschichte
Im Jahre 1988 wurde der Olympiastützpunkt Freiburg-Schwarzwald in der Trägerschaft des Landessportverbandes (LSV) Baden-Württemberg gegründet. 10 Jahre danach, im Jahre 1998, wurde der Olympiastützpunkt in einen hierfür neu gegründeten Trägerverein mit Sitz in Freiburg überführt. Im Jahre 2017 wurde mit der Unterzeichnung der Grundvereinbarung „Olympiastützpunkte Baden-Württemberg“ mit dem LSV beschlossen, dass die Trägerschaft des OSP Freiburg-Schwarzwald zum 1. Januar 2018 wieder zum Landessportverband Baden-Württemberg wechselt. Neben dem OSP Freiburg Schwarzwald wurden im Rahmen der Grundvereinbarung auch die anderen Olympiastützpunkte in Baden-Württemberg (OSP Rhein-Neckar, OSP Stuttgart und OSP Tauberbischofsheim) unter der Rechtsträgerschaft des Landessportverbands Baden-Württemberg zusammengeführt.
Der OSP Freiburg-Schwarzwald ist aktuell einer von 18 deutschen Olympiastützpunkten.

## Gliederung und Struktur

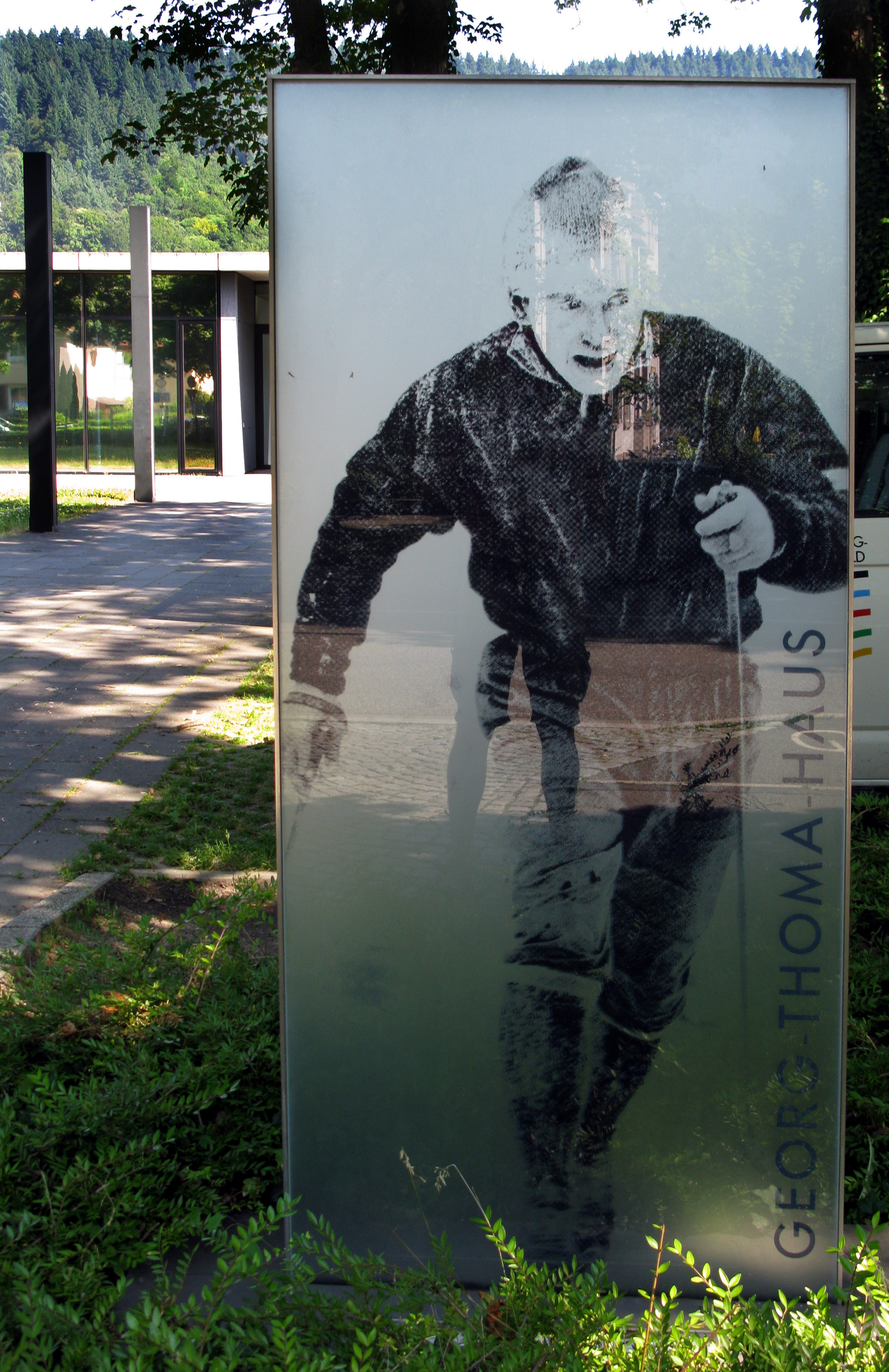
Stele vor dem Georg-Thoma-Haus des OSP Freiburg-Schwarzwald

### Standorte
Die Zentrale des Olympiastützpunkts liegt in der Schwarzwaldstraße 177 in Freiburg-Waldsee. Diese ist von der Haltestelle Hasemannstraße an der Straßenbahnlinie 1 fußläufig erreichbar. Die Station Sandfangweg/Uni-Sportzentrum des Fahrradverleihsystems Frelo befindet sich unmittelbar neben dem Gelände.
Zum Olympiastützpunkt Freiburg gehören unter anderem:
- Leistungszentrum Herzogenhorn (Landesleistungszentrum)
- Bundesstützpunkt Ski nordisch Hinterzarten (Bundesstützpunkt Ski nordisch)
- Bundesstützpunkt Nachwuchs Biathlon Schwarzwald Nordic-Center-Notschrei
- Bundesstützpunkt Nachwuchs / LLZ Ringen in Freiburg
- Bundesstützpunkt Nachwuchs / LLZ Triathlon in Freiburg
- Bundesstützpunkt Nachwuchs Rudern in Ulm
- Landesleistungszentrum Rudern in Breisach (LLZ)
- Landesstützpunkt Curling Baden-Baden

Weitere Trainingsstützpunkte befinden sich in Todtnau, Furtwangen, Schonach, Schönwald, Titisee-Neustadt, Kirchzarten.

### Sportarten und Schwerpunkte
Über 200 Bundeskaderathleten der Olympia-/Paralympics-, Perspektiv- und Ergänzungs-Kader aus mehreren olympischen und paralympischen Sportarten werden durch den OSP Freiburg-Schwarzwald betreut.

### Aufgaben
Der OSP Freiburg-Schwarzwald bietet für alle Bundeskaderathleten ein ganzheitliches, sportmedizinisches, physiotherapeutisches, trainingswissenschaftliches, sportpsychologisches und soziales Betreuungsangebot.

### Eliteschule des Sports
Die Staudinger Gesamtschule Freiburg im Breisgau ist als Eliteschule des Sports an den Olympiastützpunkt angebunden.